# Ландауэр, Густав
Густав Ландауэр (нем. Gustav Landauer; 7 апреля 1870, Карлсруэ — 2 мая 1919, Мюнхен) — немецкий философ и писатель, анархо-индивидуалист, социалист. Автор религиозно-мистической концепции революции, в которой рождается новый человек. Согласно Ландауэру, социализм может быть осуществлен не в результате классовой борьбы, а силой примера пионеров-одиночек, создающих уже в рамках старого общества новые формы коллективной жизни. Также получил известность исследованиями и переводами Шекспира на немецкий язык. Опубликовал множество важнейших источников по истории Великой французской революции.

## Биография
Из семьи еврейских коммерсантов. Изучал философию и германистику в университетах Гейдельберга и Берлина. В студенческие годы под влиянием концепций Прудона и П. Кропоткина увлекся идеями анархизма. Редактировал независимый журнал анархо-социалистического направления «Социалист».
Дважды (в 1893 году — по обвинению в подстрекательстве к мятежу в его первом романе «Проповедник смерти», и в 1899 году — за анархистскую деятельность) подвергался тюремному заключению. В июне 1914 года вместе со своим другом М. Бубером участвует в группе левых интеллектуалов, пытавшихся создать международную ассоциацию для предотвращения надвигавшейся войны.
В 1919 году по приглашению К. Эйснера занял пост министра народного просвещения в революционном правительстве Баварии, находясь на котором, успел принять единственное постановление — о запрете уроков истории в школах Баварии. Вскоре вышел из правительства из-за несогласия с тактикой коммунистов.
После подавления восстания арестован и забит до смерти.
Внук — кинорежиссёр Майк Николс.

## Сочинения
- «Завтра или послезавтра?» (1893)
- «Её величество Масса» (1893)
- «Анархизм — Социализм» (1895)
- «Анархизм в Германии» (1895)
- «Анархические мысли об анархизме» (1901)
- Жёлтый камень. Сказка (1910)
- «Жозеф Дежак» (1900)
- «К истории слова Анархия» (1909)
- «Кое-что о морали» (1893)
- Не учите эсперанто! (1907)
- «О браке» (1910)
- «О глупости и о выборах» (1912)
- «Полицейские и убийцы» (1910)
- «Послание с Титаника» (1912)
- «Прекращение войны посредством народного самоуправления» (1911)
- «Социалистическое начинание» (1909)
- Письмо об анархических коммунистах (1910)
- «Революция в Германии» (1918)